# مائیس میناسیان
مائیس میناسیان (Մայիսը Մինասյան؛ زادهٔ ۲۰ مهر ۱۳۳۳) بازیکن بازنشسته فوتبال در پست هافبک ارمنی‌تبار اهل ایران است.

## باشگاهی
از باشگاه‌هایی که در آن بازی کرده است می‌توان به باشگاه فوتبال پاس تهران، باشگاه فوتبال تاج تهران و آرارات تهران اشاره کرد. میناسیان پس از درخشش در تیم پاس به تیم تاج پیوست. در دومین فصل حضورش در تیم تاج با توجه به شرایط آن زمان تیم تاج تصمیم به خداحافظی از فوتبال گرفت تا اینکه حدود یک دهه بعد به پیشنهاد حسن حبیبی مربی سابقش در تیم پاس که مربی تیم آرارات تهران شده بود، به این تیم پیوست تا این تیم را احیا کنند.

## تیم ملی
وی همچنین در تیم ملی فوتبال ایران بازی کرده است. میناسیان در بین سال‌های ۱۹۷۵ تا ۱۹۷۸ در چهار بازی در ترکیب ملی حضور داشت. او در مسابقات جام ایران برای تیم ملی ب ایران بازی کرده است.

## افتخارات

### باشگاهی

##### پاس
- لیگ ایران: ۱۳۵۵ و ۱۳۵۶

##### تاج
- جام حذفی: ۱۳۵۷

##### آرارت
- جام بسیج: ۱۳۶۷